# Анджи Томас
Анджи Томас (на английски: Angie Thomas) е американска писателка на произведения в жанра социална драма, детска литература и документалистика.

## Биография и творчество
Анджи Томас е родена на 20 септември 1988 г. в Джаксън, Мисисипи, САЩ. Израствайки в беден афроамерикански квартал, в ранна възраст преживява множество случаи на насилие с оръжие. Когато е шестгодишна става свидетел на престрелка, а на следващия ден майка ѝ я завежда в библиотеката, за да ѝ покаже, че в света има нещо повече от това. Започва да чете много, което я вдъхновява да започне да пише. В юношеството си има краткотрайна кариера като рапър. Завършва университета Белхейвън в Джаксън, с бакалавърска степен по изящни изкуства по специалност творческо писане, като става първият чернокож завършил този курс, и има допълнителна степен по хип-хоп.
Първият ѝ роман „Омразата, която сееш“ от поредицата „Семейство Картър“ е издаден през 2017 г. В центъра на сюжета е актуалната в САЩ тема за полицейската бруталност и расовата дискриминация. Главната героиня, шестнадесетгодишната Стар Картър, става свидетел на престрелка, завършила с убийството на приятеля ѝ Калил, който е невъоръжен, а по него стреля полицай. В разгара на протестите тя е подложена на натиск, за това какво е станало, защото е единственият свидетел, и трябва да избере, какво да каже и какво да премълчи, което може да ѝ коства приятелите и дори живота. Романът става бестселър №1 в списъка на „Ню Йорк Таймс“, обект на обществена дискусия и я прави известна. Удостоена е с наградата Waterstone за юношеска литература, наградата „Уилям К. Морис“ за младежка литература и Немската награда за детско-юношеска литература на младежкото жури. През 2018 г. книгата е екранизирана в едноименния филм с участието на Аманда Стенбърг, Антъни Маки, Кей Джей Апа и Сабрина Карпентър.
Анджи Томас живее в Джаксън.

## Произведения

### Поредица „Семейство Картър“ (Carter Family)
- Concrete Rose (2021) – предистория

1. The Hate U Give (2017)[2][4]
Омразата, която сееш, изд.: „Егмонт България“, София (2022), прев. Деница Райкова
2. On the Come Up (2018)

### Поредица „Манифесторското пророчество“ (Manifestor Prophecy)
1. Nic Blake and the Remarkables (2023)[1]

### Поредица „Затъмнение“ (Blackout) – с Дониел Клейтън, Тифани Д Джаксън, Ник Стоун, Ашли Удфолк и Никола Юн
1. Blackout (2021)[1][2][3]
2. Whiteout (2022)

### Документалистика
- Find Your Voice: A Guided Journal for Writing Your Truth (2020)[1][3]

### Екранизации
- 2018 Омразата, която сееш, The Hate U Give
- 2022 On the Come Up